# 어드스피치
어드스피치(Addsp2ch, 본명: 유찬영, 1981년 11월 30일 ~ )은 대한민국의 MC이다. 빅딜 레코드 소속이다. 어드스피치(Addsp2ch)는 영어 'Address'와 'Speech'의 합성어로 탄생하였다. 2003년에 EP Soliloquize EP를 발매하며 활동을 시작한 어드스피치는, 데드피의 Undisputed LP에도 참여하며 본격적인 활동에 나섰다. 2005년에는 정규 1집 Elements Combined LP를 발매하였고, 2007년에는 다이나믹 듀오의 무료 배포 음원인 〈동전 한 닢 리믹스〉에 참여하기도 했다. 2008년에는 마일드 비츠와 프로젝트 음반인 M&A를 발매하였다.

## 음반

### 솔로 음반
- 2003년 4월 15일 - EP Soliloquize EP
- 2005년 5월 16일 - 정규 1집 Elements Combined LP

### 프로젝트 음반
- 2008년 11월 17일 - Mild Beats & Addsp2ch - M&A

## 참여곡
- 2004년 - Dead'P - Undisputed LP - "Honesty (Loptimistic Remix)"
- 2007년 - Dynamic Duo - 〈동전 한 닢 리믹스〉